# Hécate

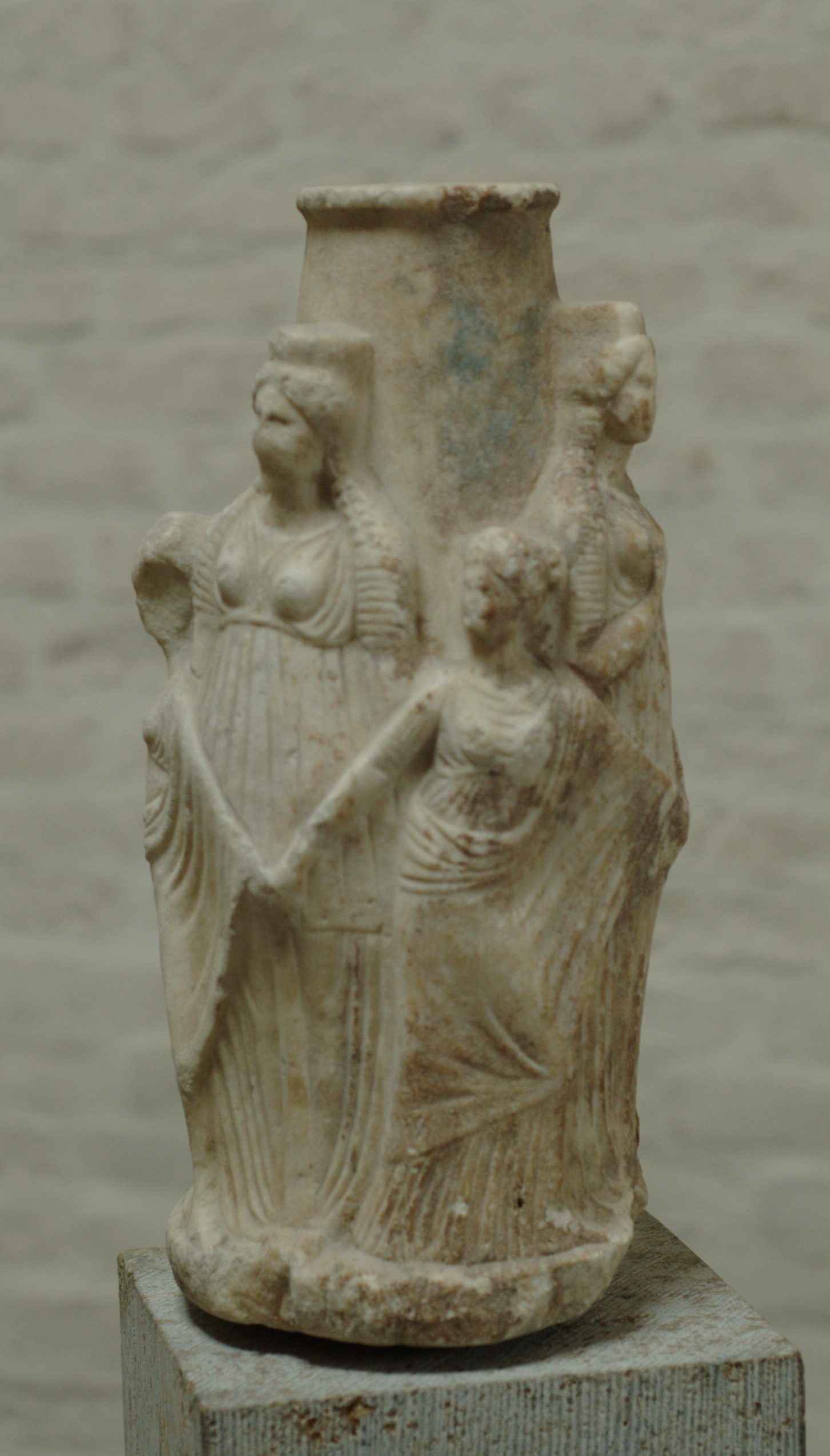
Hécate tripla e as Graças
Ática, século III a.C., Gliptoteca, Munique

Hécate (em grego clássico: Ἑκάτη Hekátē ou Ἑκάτα Hekáta; romaniz.: Hekátē), na mitologia grega, é uma deusa, naturalizada na Grécia micénica ou na Trácia, mas oriunda das cidades cárias de Anatólia, região onde se atestam a maioria dos seus nomes teofóricos, como Hecateu e Hecatomno, e onde Hécate era vista como Grande Deusa em períodos históricos, no seu inigualável lugar de culto em Lagina. 
Deusa das terras selvagens e dos partos, era geralmente representada segurando duas tochas ou uma chave, e em períodos posteriores na sua forma tripla. Está associada a encruzilhadas, entradas, fogo, luz, a lua, magia, bruxaria, o conhecimento de ervas e plantas venenosas, fantasmas, necromancia e feitiçaria. Ela reinara sobre a terra, mar e céu, bem como possuía um papel universal de salvadora (Soteira) e a Alma do Mundo Cósmico. Ela era uma das principais deidades adoradas nos lares atenienses como deusa protetora e como a que conferia prosperidade e bênçãos diárias à família.
Hécate pode ter origem entre os Carianos na Anatólia, onde variações do seu nome são usadas para dar nome a crianças. William Berg observa, "Como as crianças não recebem nomes de espectros, é seguro assumir que os nomes carianos envolvendo hekat- referem-se a uma deidade principal livre da escuridão e de ligações com o submundo e bruxaria associadas à Hécate da Atenas clássica." Ela também parece associada à deusa romana Trivia, com a qual foi identificada em Roma.
Hécate é descrita como de "cabelos dourados".

## Nome
A etimologia do nome Hécate (Ἑκάτη, Hekátē) não é conhecida, e existem algumas sugestões para a mesma:
- Da palavra grega que significa 'vontade'.[12]
- de Ἑκατός Hekatos, um epíteto obscuro de Apolo[carece de fontes?]. Neste caso é traduzido como "a que opera à distância", "a que remove ou move",[13] "a que alcança longe" ou "a que lança dardos longe".[14]
- o nome da deusa egípcia do nascimento, Heket.[15]

Possui uma série de epítetos:
- Aenaos (Aἰώνιος), eterno, permanente, sempre fluindo.
- Aglaos (Αγλάος), lindo, brilhante, agradável.
- Apotropaia (Ἀποτρόπαια), aquela que afasta/protege.
- Brimo (Βριμώ), a furiosa, a vingativa, a temida chama crepitante.
- Chthonia (Χθωνία), da terra/ submundo .
- Enodia (Ἐννοδία), ela está no caminho/estrada.
- Erototokos, produtor de amor, portador de amor.
- Indalimos (Indalimos), o belo.
- Klêidouchos (Κλειδοῦχος), segurando as chaves. Como o guardião das chaves do Hades.
- Kourotrofos, curadora de crianças.
- Krokopeplos (Krokopeplos), camuflado em açafrão.
- Melinoe (Μηλινόη), deusa dos fantasmas e dos terrores noturnos.
- Phosphorus, Lampadephoros, trazendo ou trazendo luz.
- Propolos, que atende/atende.
- Propulaia/Propylaia, a que guarda o portão.
- Soteria (Salvação), salvadora.
- Trimorfo, possuídora de três formas.
- Triodia/Trioditis (Τριοδία, Τριοδίτης), que frequenta encruzilhadas. [16]

## Representações
As representações gregas mais antigas mostram a deusa com apenas uma face, e não com a forma tripla. Farnell aponta "a evidência dos monumentos em relação ao caráter e significância de Hécate é quase tão completa quanto da literatura. Mas é só no período mais tardio que ela começa a expressar sua natureza múltipla e mística".
O monumento mais antigo conhecido é uma pequena terracota encontrada em Atenas, com uma dedicação a Hécate, no estilo de escrita do século VI a.C. A deusa aparece sentada em um trono com uma grinalda em torno de sua cabeça, mas sem qualquer atributo ou caractere, e o único valor desta obra, que é de um tipo evidentemente geral e tem uma referência especial e nome meramente da inscrição, é que ela prova que a forma simples como sendo a mais antiga, e datando seu conhecimento em Atenas para antes da invasão persa.
O viajante do século II d.C. Pausânias declarou que Hecate foi representada em triplicata pela primeira vez pelo escultor Alcâmenes, no período Grego Clássico do final do século V a.C., em uma estátua que foi colocada em frente à deusa Nike Áptera. As convenções antropomórficas gregas resistiram à representação dela com três faces, uma escultura votiva da Ática do século III a.C. (ilustração à direita) mostra três imagens simples contra uma coluna, em torno da qual dançam as Graças. Algumas representações clássicas mostram ela como uma triplicata de deusas segurando uma tocha, uma chave, serpentes, adagas e vários outros itens. Representações tanto de uma deusa simples e com formato triplo, bem como descrições com quatro cabeças continuaram a surgir pela história.

### Animais e plantas sagrados
Hécate, no mundo clássico, estava intimamente associada aos cães, frequentemente representada com um cachorro ou anunciada pelo seu uivo. O sacrifício de cães a Hécate era comum em várias regiões gregas. Imagens e relevos mostram Hécate acompanhada por cães de caça, sugerindo uma ligação com o nascimento, já que o cão também era sagrado para outras deusas do nascimento. Mitos de metamorfose, como o da rainha troiana Hécuba transformada em cadela, explicam essa associação. 
Além dos cães, Hécate também está ligada às doninhas. Um mito explica que a doninha Galíntias ajudou no nascimento de Hércules, mas foi transformada em doninha pelas Moiras. Outra história narra que uma feiticeira chamada Gale foi transformada em doninha pela ira de Hécate. Hécate também está associada ao peixe salmonete, devido à semelhança de nomes na etimologia grega e sua natureza poluída. Hécate é frequentemente retratada com três cabeças, incluindo de animais como vaca, cachorro, javali, serpente e cavalo. Outras associações incluem leões, sapos (devido à deusa egípcia Heqet) e a imagem equestre, reforçando seu caráter ctônico.  
A deusa é descrita como vestindo carvalho em fragmentos da peça perdida de Sófocles, ("Os Cortadores de Raízes"), e um antigo comentário sobre a Argonáutica de Apolônio (3.1214) a descreve como tendo uma cabeça cercada por serpentes, entrelaçando-se em galhos de carvalho. 

## Funções

### Deusa das fronteiras
Hécate estava associada a fronteiras, muralhas de cidades, portas, encruzilhadas e reinos além do mundo dos vivos, frequentemente caracterizada como uma deusa “liminar”, mediando entre os reinos Olímpico e Titã e entre esferas mortais e divinas. Seus títulos de culto refletem esse papel: Apotropaia (protetora), Enodia (a caminho), Propulaia/Propileia (antes do portão), Triodia/Trioditis (encruzilhadas), Klêidouchos (segurando as chaves). 
Como guardiã das entradas, Hécate afastava espíritos nocivos e protegia indivíduos em lugares perigosos, mas também podia liberar demônios contra desafortunados. Identificada com a deusa tessália Enodia no século V, Hécate vigiava estradas e entradas, associada iconograficamente a chaves e tochas para iluminar e identificar visitantes. Em Bizâncio, pequenos templos próximos aos portões da cidade reforçavam seu papel como divindade protetora. 
A associação de Hécate com cães deriva de seu uso como cães de guarda que alertavam sobre intrusos. Imagens de culto e altares de Hécate, em sua forma triplicada, eram colocados em encruzilhadas de três vias, diante de casas e portões da cidade, prática que persistiu mesmo após a cristianização, como indicado pelas advertências de Santo Eligius e Saint Ouen contra devoções pagãs. 

### Divindade do inframundo

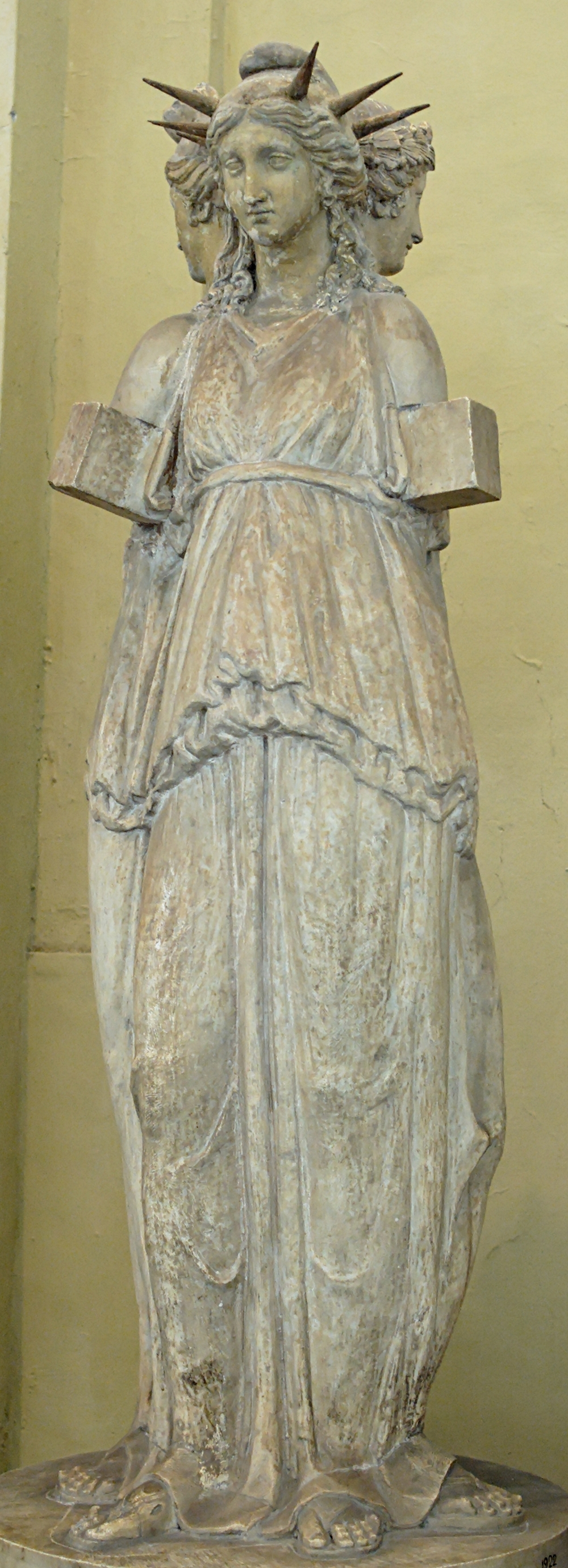
Representação tripla de Hécate em Mármore, denotando uma certa similaridade entre Hécate e a Estátua da Liberdade. No entanto, essas semelhanças são mais coincidências simbólicas do que uma conexão direta, uma vez que suas origens e significados culturais são distintos.

Graças à sua associação com as fronteiras e os espaços liminares entre os mundos, Hécate também é reconhecida como uma deusa ctônica (do submundo). Como detentora das chaves que podem destrancar os portões entre os reinos, ela pode destrancar os portões da morte, conforme descrito em um poema de Teócrito do século III aC. No século I dC, Virgílio descreveu a entrada do inferno como "Bosque de Hécate", embora diga que Hécate é igualmente "poderosa no Céu e no Inferno". Os papiros mágicos gregos descrevem Hécate como a detentora das chaves do Tártaro.  Como Hermes, Hécate assume o papel de guardiã não apenas das estradas, mas de todas as viagens, incluindo a jornada para a vida após a morte. Na arte e no mito, ela é mostrada, junto com Hermes, guiando Perséfone de volta do submundo com suas tochas. 
Por volta do século V aC, Hécate passou a ser fortemente associada a fantasmas, possivelmente devido à fusão com a deusa tessália Enodia (que significa "viajante"), que viajou pela terra com um séquito de fantasmas e foi retratada em moedas usando uma coroa de folhas e segurando tochas, iconografia fortemente associada a Hécate. 

### Deusa da Magia
No século I dC, o caráter ctônico e noturno de Hécate levou à sua transformação em uma deusa fortemente associada à bruxaria, bruxas, magia e feitiçaria. Na Farsália de Lucano, a bruxa Erichtho invoca Hécate como "Perséfone, que é o terceiro e mais baixo aspecto de Hécate, a deusa que nós, bruxas, reverenciamos", e a descreve como uma "deusa apodrecida" com um "corpo pálido em decomposição", que tem que "usar uma máscara quando [ela] visita os deuses no céu".  Como Hécate, "o cão é uma criatura do limiar, o guardião de portas e portais, e por isso está apropriadamente associado à fronteira entre a vida e a morte, e aos demônios e fantasmas que atravessam a fronteira. Os portões abertos do Hades eram guardados pelo monstruoso cão de guarda Cérbero , cuja função era impedir que os vivos entrassem no submundo e os mortos saíssem dele." 

### Relação com as ervas
Hécate estava intimamente associada ao conhecimento das plantas e à preparação de medicamentos e venenos, instruindo em tais artes. Apolônio de Rodes menciona que Medéia aprendeu com Hécate a trabalhar com drogas. Hécate favorecia oferendas de alho, associado ao seu culto, e também ao cipreste, uma árvore simbolizando morte e o submundo, sagrada para divindades ctônicas. Outras plantas venenosas, medicinais e psicoativas, como acônito (hecateis), beladona, ditamânia e mandrágora, também estão ligadas a ela. O uso de cães para desenterrar mandrágora reforça essa associação, uma prática atestada desde o século I d.C. O teixo era particularmente sagrado para Hécate. Gregos colocavam coroas de teixo em touros negros abatidos em sua homenagem e queimavam galhos de teixo em piras funerárias. O nome científico do teixo, taxus, deriva da palavra grega para teixo, toxos, similar a toxon (arco) e toxicon (veneno), indicando a associação do teixo com arcos e venenos. 

### Divindade da Lua
Hécate era vista como uma deusa tripla, identificada com as deusas Luna (Lua) no céu e Diana (caça) na terra, enquanto ela representa o submundo. A associação de Hécate com Hélios em fontes literárias e especialmente na magia de maldição tem sido citada como evidência de sua natureza lunar, embora essa evidência seja tardia e não haja arte anterior ao período romano conectando Hécate à Lua. No Hino Homérico a Deméter, Hélios e Hécate informam Deméter sobre o rapto de Perséfone, um tema comum em várias partes do mundo, onde o Sol e a Lua são questionados sobre eventos na Terra devido à sua capacidade de testemunhar tudo. Isso implica a capacidade de Hécate como deusa lunar no hino. Outra obra que conecta Hécate a Hélios possivelmente como deusa lunar é a peça perdida de Sófocles, "The Root Cutters", onde Hélios é descrito como a lança de Hécate. 
Na obra "Medeia" de Sêneca, a personagem principal invoca sua patrona Hécate, referindo-se a ela como "Lua, orbe da noite" e "forma tripla". Hécate e a deusa lunar Selene eram frequentemente identificadas uma com a outra, assim como com outras deidades gregas e não-gregas. Os Papiros Mágicos Gregos e outros textos mágicos enfatizam um sincretismo entre Selene-Hécate com Ártemis e Perséfone, entre outros. Na Itália, a tríplice unidade das deusas lunares Diana (caçadora), Luna (Lua) e Hécate (submundo) tornou-se uma característica ubíqua nas representações de bosques sagrados, onde Hécate/Trivia marcava interseções e encruzilhadas junto com outras divindades liminares. Os romanos celebravam entusiasticamente as múltiplas identidades de Diana como Hécate, Luna e Trivia. 
Hécate é frequentemente chamada "Perseis" (significando "filha de Perses"), o que também é o nome de uma das ninfas Oceânides, esposa de Hélios e mãe de Circe em outras versões. Em uma versão da ascendência de Hécate, ela é filha de Perses, filho de Hélios, cuja mãe é a Oceânide Perse. Karl Kerenyi observou a semelhança entre os nomes, possivelmente denotando uma conexão ctônica entre eles e a deusa Perséfone. Essa epíteto pode fornecer evidências de um aspecto lunar de Hécate. Fowler também observou que a união (isto é, Hélios e Perse) fazia sentido dada a associação de Hécate com a Lua. No entanto, Mooney observa que, quando se trata da própria ninfa Perse, não há evidências de que ela fosse realmente uma deusa lunar por direito próprio. 

## Wicca
A Deusa é amplamente adorada por wiccanos. Hécate pode ser representante das forças do Sagrado Feminino, juntamente com o Deus Cornífero wiccano, representante das forças do Sagrado Masculino.